# Monteleone Sabino
Monteleone Sabino – miejscowość i gmina we Włoszech, w regionie Lacjum, w prowincji Rieti.
Według danych na rok 2004 gminę zamieszkiwały 1272 osoby, 70,7 os./km².